# Sanctanus balli
Sanctanus balli är en insektsart som beskrevs av Beamer 1938. Sanctanus balli ingår i släktet Sanctanus och familjen dvärgstritar. Inga underarter finns listade i Catalogue of Life.